# Staré Práchňany
Staré Práchňany je malá vesnice, část městyse Čechtice v okrese Benešov. Nachází se asi 3 km na jihozápad od Čechtic. Prochází zde silnice II/150. V roce 2009 zde bylo evidováno 21 adres. Žije zde okolo 25 lidí.
Staré Práchňany leží v katastrálním území Čechtice o výměře 14,23 km².

## Historie
První písemná zmínka o vesnici pochází z roku 1388.